# Étienne Cougnenc

a Compétitions nationales et continentales officielles uniquement.

b Matchs officiels uniquement.
Étienne Cougnenc, né le 22 août 1912 à Béziers et mort le 27 octobre 1991 à Brive-la-Gaillarde, est un joueur de rugby à XIII international français, il devient par la suite entraîneur de rugby à XV.

## Palmarès

### En tant que joueur de rugby à XIII
- Collectif[1] :
  - Vainqueur de la Coupe d'Europe des nations : 1939 (France).
  - Vainqueur du Championnat de France : 1935 (Villeneuve-sur-Lot).
  - Vainqueur de la Coupe de France : 1937 (Villeneuve-sur-Lot).
  - Finaliste du Championnat de France : 1938, 1939 (Villeneuve-sur-Lot) et 1945 (Toulouse).
  - Finaliste du Coupe de France : 1936 et 1938 (Villeneuve-sur-Lot).

### Détails en sélection
| Matchs internationaux d'Étienne Cougnenc | Matchs internationaux d'Étienne Cougnenc | Matchs internationaux d'Étienne Cougnenc | Matchs internationaux d'Étienne Cougnenc | Matchs internationaux d'Étienne Cougnenc | Matchs internationaux d'Étienne Cougnenc | Matchs internationaux d'Étienne Cougnenc | Matchs internationaux d'Étienne Cougnenc | Matchs internationaux d'Étienne Cougnenc | Matchs internationaux d'Étienne Cougnenc | Matchs internationaux d'Étienne Cougnenc | Matchs internationaux d'Étienne Cougnenc |
|                                          | Date                                     | Adversaire                               | Résultat                                 | Compétition                              | Poste                                    | Points                                   | Essais                                   | Pen.                                     | Drops                                    |                                          |                                          |
| ---------------------------------------- | ---------------------------------------- | ---------------------------------------- | ---------------------------------------- | ---------------------------------------- | ---------------------------------------- | ---------------------------------------- | ---------------------------------------- | ---------------------------------------- | ---------------------------------------- | ---------------------------------------- | ---------------------------------------- |
| sous les couleurs de la France           |                                          |                                          |                                          |                                          |                                          |                                          |                                          |                                          |                                          |                                          |                                          |
| 1                                        | 23 novembre 1935                         | Pays de Galles                           | 7-41                                     | Coupe d'Europe                           | Demi de mêlée                            | -                                        | -                                        | -                                        | -                                        |                                          |                                          |
| 2                                        | 16 février 1936                          | Angleterre                               | 7-25                                     | Coupe d'Europe                           | Ailier                                   | 3                                        | 1                                        | -                                        | -                                        |                                          |                                          |
| 3                                        | 25 février 1939                          | Angleterre                               | 12-9                                     | Coupe d'Europe                           | Ailier                                   | 3                                        | 1                                        | -                                        | -                                        |                                          |                                          |
| 4                                        | 16 avril 1939                            | Pays de Galles                           | 16-10                                    | Coupe d'Europe                           | Ailier                                   | 3                                        | 1                                        | -                                        | -                                        |                                          |                                          |

#### Statistiques
| Saison    | Saison        | Championnat           | Championnat | Coupe           | Coupe      |
| Saison    | Saison        | Comp.                 | Class.      | Comp.           | Class.     |
| --------- | ------------- | --------------------- | ----------- | --------------- | ---------- |
| 1934-1935 | SA Villeneuve | Championnat de France | Champion    | Coupe de France | 1/2 finale |
| 1935-1936 | SA Villeneuve | Championnat de France | 1/4 finale  | Coupe de France | Finaliste  |
| 1936-1937 | SA Villeneuve | Championnat de France | 7e          | Coupe de France | Vainqueur  |
| 1937-1938 | SA Villeneuve | Championnat de France | Finaliste   | Coupe de France | Finaliste  |
| 1938-1939 | SA Villeneuve | Championnat de France | Finaliste   | Coupe de France | 1/4 finale |